# Prócoro Crespo
Prócoro Crespo (La Paz, 1872 - Buenos Aires, 1930) fue un abogado, estanciero y político argentino, que ejerció como gobernador de la provincia de Entre Ríos entre 1910 y 1914.

## Biografía
Fueron sus padres Josefa Icart y Prócoro Crespo Candioti, nieto de Francisco Antonio Candioti. Contrajo matrimonio en 1899 con Elena Naón Peralta.
Cursó sus estudios en la ciudad de Paraná y en la Universidad de Buenos Aires, donde se doctoró en jurisprudencia. Se radicó en Concepción del Uruguay, alcanzando rápidamente a reunir una importante fortuna y notable prestigio.
Fue juez de paz en Concepción del Uruguay y posteriormente presidente del Superior Tribunal de Justicia de su provincia.
El gobernador Faustino Miguel Parera lo nombró Ministro de Hacienda de su gobierno. En 1910 fue elegido diputado nacional, pero al poco tiempo triunfó en las elecciones de gobernador de la Provincia de Entre Ríos.
Si bien pertenecía al Partido Autonomista Nacional, Crespo contó entre sus apoyos a una fracción de la Unión Cívica Radical dado que, al igual que el presidente Roque Sáenz Peña, adscribía al "ala modernista" de los conservadores, partidarios de una apertura política del régimen oligárquico. Al momento de asumir la Gobernación de la Provincia, Crespo afirmó:

«La protección de tan fundamental derecho político de elegir los gobernantes, ha de ser una realidad y el sufragio ha de desarrollarse en el ambiente de plena libertad, en el que sólo ha de encontrar, con la práctica, su pureza»
Prócoro Crespo

## Gobernador de Entre Ríos
Crespo asumió la gobernación de la Provincia de Entre Ríos el 1 de octubre de 1910. 
Durante su mandato, la empresa Ferrocarril Entre Ríos construyó el ramal desde Crespo hasta Curuzú Cuatiá, en la provincia de Corrientes.
En materia educativa, la administración de Crespo continuó con la tarea de expansión de la escuela común en la Provincia iniciada por sus predecesores, creando 40 nuevas instituciones educativas de jurisdicción provincial entre 1910 y 1914.
En el aspecto económico, Crespo dio continuidad a las políticas de difusión del crédito agrario y de estímulo a la creación de cooperativas agrícolas. Durante su administración se crearon cooperativas en las localidades de Crespo, Urdinarrain, Gobernador Mansilla, Villaguay, Estación Urquiza y Aldea San Antonio.
La sequía de 1909-1910 afectó negativamente la situación económico-financiera de la Provincia, interrumpiendo un ciclo de bonanza iniciado en la segunda gobernación de Leonidas Echagüe (1899-1903) y dando lugar a ejercicios financieros con cierres caracterizados por el déficit público, el incremento de la deuda pública, la demora en el pago de salarios y la paralización de obras públicas.
Su gobierno fue duramente atacado por los conservadores, y mucho más aún por los radicales. Su vicegobernador, Emilio Marchini, fue depuesto por la legislatura, que también pretendió expulsar al gobernador.
Al finalizar su mandato, en 1914, se retiró de la política para dedicarse exclusivamente a la administración de sus campos. Falleció en Buenos Aires en 1930.
Una calle de la ciudad de Paraná recuerda su paso por la gobernación.

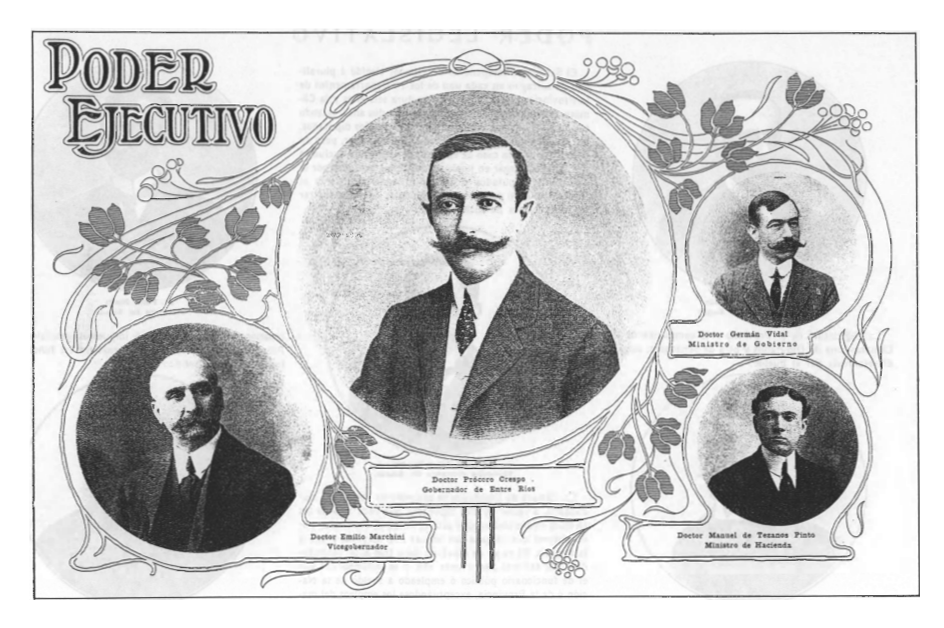
Gabinete Gubernamental de Prócoro Crespo (1912)